# Municipi de Dagda
El municipi de Dagda (en letó: Dagdas novads) és un dels 110 municipis de la República de Letònia, que es troba localitzat al sud-est del país bàltic, i que té com a capital la localitat de Dagda. El municipi va ser creat l'any 2009 després d'una reorganització territorial.

## Ciutats i zones rurals
- Andrupenes pagasts (zona rural)
- Andzeļu pagasts (zona rural)
- Asūnes pagasts (zona rural)
- Bērziņu pagasts (zona rural)
- Dagda (ciutat)
- Dagdas pagasts (zona rural)
- Ezernieku pagasts (zona rural)
- Konstantinovas pagasts (zona rural)
- Ķepovas pagasts (zona rural)
- Svariņu pagasts (zona rural)
- Šķaunes pagasts (zona rural)

## Població i territori
La seva població està composta per un total de 9.559 persones (2009). La superfície del municipi té uns 948,8 kilòmetres quadrats, i la densitat poblacional és de 10,07 habitants per kilòmetre quadrat.